# Razbijač Ralph
Razbijač Ralph (izvirno angleško Wreck-It Ralph) je ameriški 3D animirani film iz leta 2012 produkcijske hiše Walt Disney Animation Studios. To je 52. film v seriji Walt Disney Animated Classics.

## Igralska zasedba
Izvirna različica
| Vloga             | Igralec        |
| ----------------- | -------------- |
| Razbijač Ralph    | John C. Reilly |
| Vanelopa fon Švic | Sara Silverman |
| Serviser Srečko   | Jack McBrayer  |
| Stotnica Kalhun   | Jane Lynch     |
| Kralj Kandis      | Alan Tudyk     |
| Taffita Mandolat  | Mindy Kaling   |

Slovenska sinhronizacija
| Vloga             | Igralec                |
| ----------------- | ---------------------- |
| Razbijač Ralph    | Lotos Vincenc Šparovec |
| Vanelopa fon Švic | Mojca Fatur            |
| Serviser Srečko   | Kristijan Guček        |
| Stotnica Kalhun   | Lara Jankovič          |
| Kralj Kandis      | Niko Goršič            |
| Taffita Mandolat  | Zala Đurić Ribič       |
| Hologram          | Daniel Bavec           |
| Tin               | Jernej Kuntner         |
| Dane              | Štefan Kušar           |
| Meri              | Tatjana Đurič Ribič    |
| Varovalkar        | Igor Potočnik          |

## Soundtrack
Glasbo je napisal Henry Jackman.
Zaključno temo »Sugar Rush« je zapela japonska ženska pop skupina AKB48.

### Seznam skladb
Vse pesmi je uglasbil  Henry Jackman (razen 1–6).
| Št.             | Naslov                                  | Artist           | Dolžina |
| --------------- | --------------------------------------- | ---------------- | ------- |
| 1.              | „When Can I See You Again?‟             | Owl City         | 3:38    |
| 2.              | „Wreck-It, Wreck-It Ralph‟              | Buckner & Garcia | 2:59    |
| 3.              | „Celebration‟                           | Kool & the Gang  | 3:40    |
| 4.              | „Sugar Rush‟                            | AKB48            | 3:14    |
| 5.              | „Bug Hunt‟ (Noisia remiks)              | Skrillex         | 7:04    |
| 6.              | „Shut Up and Drive‟                     | Rihanna          | 3:32    |
| 7.              | „Wreck-It Ralph‟                        |                  | 1:33    |
| 8.              | „Life in the Arcade‟                    |                  | 0:43    |
| 9.              | „Jumping Ship‟                          |                  | 1:06    |
| 10.             | „Rocket Fiasco‟                         |                  | 5:48    |
| 11.             | „Vanellope von Schweetz‟                |                  | 2:57    |
| 12.             | „Royal Raceway‟                         |                  | 3:23    |
| 13.             | „Cupcake Breakout‟                      |                  | 1:12    |
| 14.             | „Candy Vandals‟                         |                  | 1:39    |
| 15.             | „Turbo Flashback‟                       |                  | 1:42    |
| 16.             | „Laffy Taffies‟                         |                  | 1:35    |
| 17.             | „One Minute to Win It‟                  |                  | 1:17    |
| 18.             | „Vanellope's Hideout‟                   |                  | 2:33    |
| 19.             | „Messing with the Program‟              |                  | 1:20    |
| 20.             | „King Candy‟                            |                  | 2:11    |
| 21.             | „Broken-Karted‟                         |                  | 2:49    |
| 22.             | „Out of the Penthouse, Off to the Race‟ |                  | 2:51    |
| 23.             | „Sugar Rush Showdown‟                   |                  | 4:15    |
| 24.             | „You're My Hero‟                        |                  | 4:16    |
| 25.             | „Arcade Finale‟                         |                  | 3:19    |
| Skupna dolžina: | Skupna dolžina:                         | Skupna dolžina:  | 70:36   |